# Liste der Autobahnen und Schnellstraßen in Polen

Aktuelles Autobahnen- und Schnellstraßennetz
unter Verkehr
in Bau
Vertragsunterzeichnung Entwurfsphase
in Ausschreibung
mit Umweltentscheidung
in Planung

Diese Liste der Autobahnen und Schnellstraßen in Polen gibt einen Überblick über das hochrangige Straßennetz in Polen. Derzeit gibt es ca. 1700 km Autobahnen (polnisch: Autostrady, Singular Autostrada) und außerdem Schnellstraßen (poln.: Drogi ekspresowe, Singular: Droga ekspresowa) in gleicher Größenordnung. Das geplante Fernstraßennetz aus Autobahnen und Schnellstraßen soll eine Gesamtlänge von ca. 8000 km aufweisen.
Für die Verwaltung und für den Bau der polnischen Autobahnen und Schnellstraßen sowie der Landesstraßen ist die zentrale Behörde GDDKiA im Auftrag der polnischen Regierung verantwortlich.

## Autobahnen

Aufbau des Autobahn- und Schnellstraßennetzes

Die wichtigsten und längsten Autobahnverbindungen sind die West-Ost-Verbindungen A2 und A4 und die Nord-Süd-Verbindung A1. Neben diesen Autobahnen existieren drei Autobahnabschnitte, die als A6, A8 und A18 bezeichnet werden.
Das geplante Autobahnnetz beträgt ca. 2000 Kilometer. Das Grundnetz ist bis auf einige im Bau befindliche oder geplante Projekte abgeschlossen. Dank EU-Hilfen und der Fußball-Europameisterschaft 2012 konnte zwischen 2007 und 2013 die Realisierung wichtiger Verbindungen des Fernstraßennetzes, deren Planungen bereits in den 1970er und 1980er Jahren begannen, beschleunigt und abgeschlossen werden. Die Zahl der fertiggestellten und freigegebenen Autobahnkilometer stieg in diesem Zeitraum kontinuierlich an. Die 1000-Kilometer-Marke wurde mit der Eröffnung des 106 km langen Abschnittes der Autobahn A2 von Słubice an der deutschen Grenze bis nach Nowy Tomyśl am 1. Dezember 2011 überschritten. Im Zeitraum von 2014 bis 2020 ist derzeit die Fertigstellung der A1 bei Łódź sowie von Częstochowa bis Pyrzowice und des letzten Abschnittes der A4 vorgesehen.
Die Höchstgeschwindigkeit auf polnischen Autobahnen beträgt seit dem 1. Januar 2011 140 km/h.
| Nr.   | Europa- straßen | Von (Nord bzw. West)      | Via | Bis (Süd bzw. Ost) | Gesamt- länge | In Betrieb | In Betrieb | Im Bau   | Im Entwurf a | In der Aus- schreibung | In konkreter Planung b |
| ----- | --------------- | ------------------------- | --- | ------------------ | ------------- | ---------- | ---------- | -------- | ------------ | ---------------------- | ---------------------- |
| A1    | E75             | Danzig                    | Grudziądz – Włocławek – Toruń – Łódź – Piotrków Trybunalski – Częstochowa – Bytom – Zabrze – Gliwice – Rybnik – Żory                 | CZ / Gorzyczki     | 0566,7 km     | 0566,7 km  | 0100 %     |          |              |                        |                        |
| A2    | E30             | DE / Świecko              | Posen – Konin – Łódź – Skierniewice – Warschau – Siedlce – Biała Podlaska                                                            | BY / Kukuryki      | 0625,0 km     | 0528,2 km  | 084,5 %    | 063,3 km | 000,0 km     | 009,3 km               | 23,9 km                |
| A4    | E40 · E462      | DE / Jędrzychowice        | Legnica – Breslau – Opole – Gliwice − Ruda Śląska − Chorzów − Katowice – Mysłowice − Jaworzno – Krakau – Tarnów – Rzeszów – Przemyśl | UA / Korczowa      | 0669,5 km     | 0669,5 km  | 100 %      |          |              |                        |                        |
| A6    | E28             | DE / Kołbaskowo           | Stettin | Rzęśnica           | 0027,8 km     | 0027,8 km  | 100 %      |          |              |                        |                        |
| A8    | E67 · E261      | Wrocław Południe          | Breslau | Wrocław Psie Pole  | 0022,6 km     | 0022,6 km  | 100 %      |          |              |                        |                        |
| A18   | E36             | DE / Olszyna              | | Krzyżowa           | 0076,3 km     | 0076,3 km  | 100 %      |          |              |                        |                        |
| A50   |                 | Zentralflughafen Warschau | Żyrardów – Góra Kalwaria – Otwock | Halinów            | 0097,9 km     | 0000 km    | 000,0 %    | 000,0 km | 00,0 km      | 00,0 km                | 00,0 km                |
| Summe | Summe           | Summe                     | Summe | Summe              | 2085,7 km     | 1891,1 km  | 090,6 %    | 150,4 km | 0,0 km       | 9,3 km                 | 23,9 km                |

Stand: 31. Dezember 2024

## Schnellstraßen

Geplantes Fernstraßennetz

Derzeit hat das Netz an Schnellstraßen eine Länge von ca. 1650 Kilometer, ungefähr 900 Kilometer befinden sich in Bau. Das geplante Schnellstraßennetz beträgt ca. 5900 Kilometer und besteht aus 21 Verbindungen, von denen die S7 mit ca. 710 km die längste Schnellstraße sein wird. Alle Schnellstraßen bis auf die kurzen Strecken S22, S79 und S86 befinden sich derzeit in Bau bzw. in Planung.
Bereits 1985 wurden die Planungen zur Realisierung eines Schnellstraßennetzes aufgenommen. Im Zuge der Fußball-Europameisterschaft 2012 wurde der Bau einiger Strecken beschleunigt, anderer jedoch aufgrund von Finanzierungsschwierigkeiten und der Konzentration auf die Fertigstellung des Autobahnnetzes verschoben. Somit bestehen weiterhin viele Lücken im Schnellstraßennetz wie beispielsweise zwischen Bydgoszcz, Posen und Breslau sowie zwischen Danzig, Warschau und Krakau. Diese Lücken sollen nach derzeitigen Plänen im Zeitraum von 2014 bis 2023 teilweise gefüllt werden. Weiterhin sollen Ortsumgehungen im Verlauf von Schnellstraßen und auch Landesstraßen verstärkt realisiert werden.
Die Höchstgeschwindigkeit auf polnischen Schnellstraßen mit zwei Fahrbahnen beträgt seit dem 1. Januar 2011 120 km/h.
| Nr.   | Europa- straßen | Von (Nord bzw. West)      | Via | Bis (Süd bzw. Ost)         | Gesamt- länge         | In Betrieb              | In Betrieb         | Im Bau     | Im Entwurf a | In der Aus- schreibung | In konkreter Planung b |
| ----- | --------------- | ------------------------- | --- | -------------------------- | --------------------- | ----------------------- | ------------------ | ---------- | ------------ | ---------------------- | ---------------------- |
| S1    | E75 · E462      | Pyrzowice                 | Dąbrowa Górnicza – Sosnowiec – Mysłowice – Oświęcim – Bielsko-Biała – Żywiec                               | SK / Zwardoń               | 0134,6 km             | 0081,2 km               | 060,3 %            | 0038,6 km  | 0010,0 km    |                        |                        |
| S2    | E30             | Konotopa                  | Warschau (Ursus, Włochy, Ursynów, Wilanów, Wawer)                                                          | Warsz. Lubelska            | 0035,8 km             | 0035,8 km               | 0100 %             |            |              |                        |                        |
| S3    | E65             | Świnoujście               | Goleniów – Stettin – Gorzów Wielkopolski − Zielona Góra – Nowa Sól – Głogów – Lubin – Legnica              | CZ / Lubawka               | 0473,5 km 0456,0 km * | 0436,1 km 0417,8 km *   | 092,1 % 091,6 % *  | 034,1 km   |              |                        |                        |
| S5    | E261            | Ostróda                   | Iława − Grudziądz − Bydgoszcz − Gniezno − Posen − Leszno − Breslau − Świdnica − Świebodzice/Wałbrzych      | Bolków                     | 0519,9 km 0494,0 km * | 0366,0 km 0340,1 km *   | 070,4 % 068,8 % *  | 0000 km    | 0000 km      | 0000 km                | 0000 km                |
| S6    | E28             | Kołbaskowo                | Stettin − Police − Goleniów − Kołobrzeg − Koszalin − Słupsk − Lębork − Gdynia                              | Danzig                     | 0396,7 km             | 0232,5 km               | 058,6 %            | 00124,7 km | 0000 km      | 0050,8 km              |                        |
| S7    | E28 · E77       | Danzig                    | Elbląg − Ostróda − Mława − Warschau − Radom − Skarżysko-Kamienna − Kielce − Krakau                         | Rabka-Zdrój                | 0736,5 km 0704,2 km * | 0636,5 km 0606,3 km *   | 086,4 % 086,1 % *  | 0064,1 km  | 0009,2 km    | 0000 km                | 0013,3 km              |
| S8    | E67             | Kłodzko                   | Breslau − Oleśnica − Sieradz − Zduńska Wola − Pabianice − Łódź − Piotrków Tryb. − Tomaszów Maz. − Warschau | Białystok                  | 0643,2 km 0619,6 km * | 0566,3 km 0532,7 km *   | 086,5 % 086,0 % *  | 0000 km    | 0046,5 km    | 0017,2 km              | 000 km                 |
| S10   |                 | Stettin                   | Stargard − Wałcz − Piła − Bydgoszcz − Toruń − Płock                                                        | Naruszewo                  | 0429,7 km 0418,8 km * | 0073,0 km 0062,1 km *   | 017,0 % 014,8 % *  | 0008,9 km  | 0139,3 km    | 0004,3 km              | 0040,0 km              |
| S11   |                 | Kołobrzeg                 | Koszalin −Szczecinek − Piła − Posen − Jarocin − Ostrów Wielkopolski − Tarnowskie Góry                      | Piekary Śląskie            | 0612,9 km 0555,2 km * | 0221,0 km 00169,1 km *  | 036,0 % 030,5 % *  | 0023,0 km  | 0067,7 km    | 0030,0 km              | 0059,0 km              |
| S12   | E373            | Piotrków Trybunalski      | Radom − Puławy − Lublin − Chełm                                                                            | UA / Dorohusk              | 0326,6 km             | 0090,7 km               | 027,8 %            | 0013,6 km  | 0083,3 km    | 0000 km                | 0140,4 km              |
| S14   |                 | Emilia                    | Zgierz − Łódź − Pabianice                                                                                  | Róża                       | 0041,5 km             | 0039,7 km               | 095,7 %            | 0000 km    | 0000 km      | 0000 km                | 0001,8 km              |
| S16   |                 | Olsztyn                   | Mrągowo − Ełk − Knyszyn                                                                                    | Dobrzyniewo Duże/Białystok | 0225,5 km             | 0057,0 km               | 025,3 %            | 0000 km    | 0021,0 km    | 0000 km                | 0000 km                |
| S17   | E372            | Warschau                  | Otwock − Lublin − Zamość                                                                                   | UA / Hrebenne              | 0323,7 km 0252,2 km * | 0194,7 km 0123,2 km *   | 060,1 % 048,9 % *  | 0000 km    | 0092,9 km    | 0000 km                | 0031,5 km              |
| S19   | E371            | BY / Kuźnica              | Białystok − Bielsk Podlaski − Lublin − Kraśnik − Rzeszów                                                   | SK / Barwinek              | 0590,8 km 0568,7 km * | 00191,9 km 00171,4 km * | 032,5 % 0030,1 % * | 0167,6 km  | 0144,7 km    | 0000 km                | 0037,4 km              |
| S22   | E28             | Elbląg                    | | RU / Grzechotki            | 0052,1 km             | 0052,1 km               | 100 %              |            |              |                        |                        |
| S50   |                 | Zentralflughafen Warschau | Sochaczew – Wyszogród – Naruszewo – Serock – Radzymin                                                      | Mińsk Mazowiecki           | 0164,1 km             | 0000 km                 | 000 %              | 0000 km    | 0000 km      | 0000 km                | 0000 km                |
| S51   |                 | Olsztynek                 | | Olsztyn                    | 0033,9 km 0020,3 km * | 0033,9 km 0020,3 km *   | 100 % 100 % *      |            |              |                        |                        |
| S52   | E75 · E462      | CZ / Cieszyn              | Bielsko-Biała − Kęty − Andrychów − Wadowice                                                                | Krakau                     | 0116,3 km             | 0055,3 km               | 074,5 %            | 000 km     | 0000 km      | 0000 km                | 0061,0 km              |
| S61   | E67             | Ostrów Mazowiecka         | Ostrołęka − Łomża − Ełk − Suwałki                                                                          | LT / Budzisko              | 0213,0 km             | 0213,0 km               | 100 %              |            |              |                        |                        |
| S74   |                 | Sulejów                   | Kielce − Tarnobrzeg − Stalowa Wola                                                                         | Nisko                      | 0205,6 km             | 0007,9 km               | 003,9 %            | 0023,1 km  | 00080,7 km   | 0000 km                | 030,0 km               |
| S79   |                 | Warsz. Południe           | Chopin-Flughafen Warschau                                                                                  | Warsz. Marynarska          | 0009,1 km 0005,2 km * | 0009,1 km 0005,2 km *   | 100 % 100 % *      |            |              |                        |                        |
| S86   |                 | Sosnowiec                 | | Katowice                   | 0006,8 km             | 0006,8 km               | 100 %              |            |              |                        |                        |
| Summe | Summe           | Summe                     | Summe | Summe                      | 6291,8 km 6012,7 km * | 3600,5 km 3320,2 km *   | 057,2 % 055,2 % *  | 0497,7 km  | 00695,3 km   | 0102,3 km              | 0382,9 km              |

Stand: 31. Dezember 2024

## Maut
In Polen werden auf bestimmten Schnellstraßen und Autobahnen Mautgebühren erhoben. Es ist wichtig, dass verschiedene Schnellstraßen- und Autobahnstrecken von verschiedenen Betreibern betrieben werden, was einen bedeutenden Einfluss auf das Modell und das System der Mauterhebung hat. Neben der staatlichen Generaldirektion für Landesstraßen und Autobahnen GDDKiA gibt es drei Konzessionäre: Gdańsk Transport Company SA, Autostrada Wielkopolska SA und Stalexport Autostrada Małopolska SA.
Auf den Strecken der GDDKiA gibt es seit Anfang 2022 das elektronische Mauterhebungssystem e-TOLL, das für alle Fahrzeugtypen mit einem zulässigen Gesamtgewicht bis und über 3,5 Tonnen (einschließlich Lastkraftwagen) gilt und das Modell der Mautzahlung an den Mautstationen und viaTOLL ersetzt hat. Bei Fahrzeugen mit Aufliegern richtet sich die Maut nicht nach der zulässigen Gesamtmasse des Zugfahrzeugs, sondern nach der zulässigen Gesamtmasse der Zugkombination.   
Anfang 2022 verschwanden von den Autobahnen der GDDKiA (A4 Bielany Wrocławskie – Sośnica, A2 Konin – Stryków) die Mautstationen und Schranken. Die Maut wird von allen Fahrzeugtypen entweder elektronisch (e-TOLL) oder via Autobahnticket (zu kaufen an bestimmten Tankstellen oder online, z. B. mittels Autopay-App) bezahlt.

## Autobahnknoten
In Polen, wie auch in Österreich, wird nicht zwischen Autobahnkreuzen, Autobahndreiecken, Autobahngabelungen  unterschieden. Diese Kreuzungspunkte zwischen mehreren Autobahnen bzw. Schnellstraßen mit Landesstraßen werden als Autobahnknoten (polnisch: Węzły autostradowe; singular Węzeł autostradowy) bezeichnet. Autobahnanschlussstellen werden als Straßenknoten (polnisch: Węzły drogowe; singular Węzeł drogowy) bezeichnet.

### Autobahnknoten zwischen Autobahnen
| Name             | Straße 1 | Straße 2 | Straße 3 | Art             | Schema                        | Grafik | Koordinaten                       |
| ---------------- | -------- | -------- | -------- | --------------- | ----------------------------- | ------ | --------------------------------- |
| Gliwice-Sośnica  | A1       | A4       | DK44     | Autobahnkreuz   | Halbes Kleeblatt und Trompete |        | 50° 15′ 41,0″ N, 018° 43′ 21,0″ O |
| Krzyżowa         | A4       | A18      | —        | Autobahndreieck | Trompete                      |        | 51° 19′ 39,0″ N, 015° 38′ 38,0″ O |
| Łódź-Północ      | A1       | A2       | —        | Autobahnkreuz   | Kleeblatt und Turbine         |        | 51° 53′ 30,0″ N, 019° 38′ 06,1″ O |
| Wrocław-Południe | A4       | A8       | S8       | Autobahnkreuz   | Kleeblatt und Turbine         |        | 51° 02′ 41,5″ N, 016° 56′ 04,4″ O |

### Autobahnknoten zwischen Autobahnen und Schnellstraßen
| Name                        | Straße 1 | Straße 2 | Straße 3 / 4 | Art                                     | Schema                              | Grafik | Koordinaten                       |
| --------------------------- | -------- | -------- | ------------ | --------------------------------------- | ----------------------------------- | ------ | --------------------------------- |
| Balice I                    | A4       | S52      | DK7          | Autobahndreieck                         | Trompete                            |        | 50° 05′ 13,2″ N, 019° 48′ 18,0″ O |
| Emilia                      | A2       | S14      | DK91         | Autobahnkreuz                           | Trompete + Kreisverkehr             |        | 51° 55′ 21,2″ N, 019° 20′ 51,1″ O |
| Jordanowo                   | A2       | S3       | —            | Autobahnkreuz                           | Doppeltrompete                      |        | 52° 19′ 17,5″ N, 015° 32′ 46,4″ O |
| Konotopa                    | A2       | S2       | /            | Autobahndreieck                         | Dreieck                             |        | 52° 12′ 00,4″ N, 020° 50′ 29,8″ O |
| Kraków-Bieżanów             | A4       | S7       | —            | Autobahndreieck                         | Trompete                            |        | 50° 00′ 46,6″ N, 020° 03′ 45,3″ O |
| Kraków-Opatkowice           | A4       | S7       | DK7          | Autobahnkreuz                           | Spaghetti-Knoten                    |        | 49° 59′ 31,1″ N, 019° 54′ 51,7″ O |
| Legnica-Południe            | A4       | S3       | —            | Autobahnkreuz                           | Doppeltrompete                      |        | 51° 10′ 08,5″ N, 016° 05′ 34,5″ O |
| Łódź-Południe               | A1       | S8       | —            | Autobahndreieck                         | Viertel Kleeblatt + Viertel Turbine |        | 51° 38′ 15,6″ N, 019° 34′ 42,0″ O |
| Lubelska                    | A2       | S2       | S17          | Autobahnkreuz                           | Halbes Kleeblatt + Halbe Turbine    |        | 52° 11′ 57,3″ N, 021° 16′ 29,7″ O |
| Lubicz                      | A1       | S10      | /            | Autobahnkreuz                           | Doppeltrompete                      |        | 53° 02′ 05,9″ N, 018° 44′ 12,8″ O |
| Łukowisko                   | A2       | S19      | —            | Autobahnkreuz                           | Doppeltrompete                      |        |                                   |
| Mysłowice-Brzęczkowice      | A4       | S1       | —            | Autobahnkreuz                           | Kleeblatt                           |        | 50° 12′ 28,0″ N, 019° 09′ 58,0″ O |
| Nowe Marzy                  | A1       | S5       | DK91         | Autobahnkreuz                           | Doppeltrompete                      |        | 53° 28′ 20,7″ N, 018° 37′ 00,0″ O |
| Piekary Śląskie             | A1       | S11      | DW911        | Autobahnkreuz                           |                                     |        | 50° 22′ 06,6″ N, 018° 56′ 09,8″ O |
| Piotrków Trybunalski-Zachód | +        | S8       | DK74         | Autobahndreieck                         | Trompete                            |        | 51° 26′ 04,0″ N, 019° 38′ 32,0″ O |
| Poznań-Krzesiny             | +        | S11      | DW433        | Autobahnkreuz                           | Kleeblatt                           |        | 52° 20′ 45,7″ N, 016° 59′ 57,1″ O |
| Poznań-Wschód               | A2       | S5       | —            | Autobahndreieck                         | Trompete                            |        | 52° 19′ 01,0″ N, 017° 07′ 46,5″ O |
| Poznań-Zachód               | A2       | S5       | S11          | Autobahnkreuz                           | Doppeltrompete                      |        | 52° 20′ 56,4″ N, 016° 45′ 18,0″ O |
| Pyrzowice                   | A1       | S1       | —            | Autobahndreieck                         | Halbes Kleeblatt                    |        | 50° 27′ 13,3″ N, 019° 03′ 19,4″ O |
| Rokszyce                    | A1       | S12      |              |                                         |                                     |        |                                   |
| Rzeszów-Wschód              | A4       | S19      | DK97         | Autobahnkreuz                           | Doppeltrompete                      |        | 50° 05′ 30,1″ N, 022° 03′ 36,9″ O |
| Rzeszów-Zachód              | A4       | S19      | /            | Autobahndreieck (Autobahnkreuz geplant) | Trompete (Doppeltrompete geplant)   |        | 50° 06′ 11,6″ N, 021° 55′ 17,1″ O |
| Rzęśnica                    | +        | +        | DW142        | Autobahndreieck                         | Trompete                            |        | 53° 25′ N, 014° 46′ O             |
| Szczecin-Kijewo             | +        | S10      | DK10         | Autobahnkreuz                           | Kleeblatt                           |        | 53° 22′ 25,8″ N, 014° 42′ 05,3″ O |
| Szczecin-Klucz              | A6       | S3       | —            | Autobahndreieck                         | Dreieck                             |        | 53° 20′ 20,9″ N, 014° 34′ 04,3″ O |
| Szczecin-Zachód             | A6       | S6       | DK13         | Autobahnkreuz                           | Spaghetti-Knoten                    |        | 53° 20′ 29,8″ N, 014° 27′ 42,9″ O |
| Toruń-Południe              | A1       | S10      | —            | Autobahndreieck                         | Trompete                            |        | 52° 57′ 56,9″ N, 018° 40′ 37,3″ O |
| Włocławek-Północ            | A1       | S10      | —            | Autobahndreieck                         |                                     |        |                                   |
| Wrocław-Północ              | A8       | S5       | DK5          | Autobahndreieck                         | Trompete                            |        | 51° 09′ 56,3″ N, 017° 01′ 10,9″ O |

### Autobahnknoten zwischen Schnellstraßen
| Name                     | Straße 1 | Straße 2 | Straße 3 / 4 | Art                                               | Schema                                          | Grafik | Koordinaten                       |
| ------------------------ | -------- | -------- | ------------ | ------------------------------------------------- | ----------------------------------------------- | ------ | --------------------------------- |
| Białystok-Zachód         | S8       | S19      |              | Autobahnkreuz                                     | Kleeblatt                                       |        | 53° 09′ 14,4″ N, 023° 01′ 22,8″ O |
| Bielice                  | S6       | S11      |              | Autobahndreieck                                   | Dreieck                                         |        | 54° 11′ 27,2″ N, 016° 07′ 13,8″ O |
| Bielsko-Biała Krzemionki | S1       | S52      |              | Autobahnkreuz                                     | Spaghetti-Knoten                                |        | 49° 50′ 34,9″ N, 019° 05′ 26,4″ O |
| Bydgoszcz-Błonie         | S5       | S10      | DW223        | Autobahnkreuz                                     | Kleeblatt                                       |        | 53° 05′ 41,3″ N, 017° 53′ 47,9″ O |
| Bydgoszcz-Zachód         | +        | S10      | DK80         | Autobahnkreuz                                     | Kleeblatt + Turbine                             |        | 53° 09′ 26,2″ N, 017° 53′ 08,4″ O |
| Chwaszczyno              | S6       | S7       |              | Autobahnkreuz                                     | Spaghetti-Knoten                                |        | 54° 26′ 56,6″ N, 018° 26′ 13,0″ O |
| Dobrzyniewo              | S16      | S19      | DK65         | Autobahndreieck                                   | Dreieck                                         |        | 53° 12′ 05,8″ N, 023° 02′ 07,4″ O |
| Elbląg-Wschód            | S7       | S22      | DW500        | Autobahnkreuz                                     | Spaghetti-Knoten                                |        | 54° 08′ 17,6″ N, 019° 27′ 00,7″ O |
| Ełk-Wschód               | S61      | S16      |              | Autobahndreieck                                   | Trompete                                        |        | 53° 50′ 08,7″ N, 022° 25′ 36,0″ O |
| Gdańsk-Południe          | S6       | S7       | DW222        | Autobahndreieck                                   | Trompete                                        |        | 54° 17′ 24,2″ N, 018° 35′ 13,2″ O |
| Głogoczów                | S7       | S52      |              | Autobahndreieck                                   | Trompete                                        |        | 49° 54′ 29,2″ N, 019° 52′ 10,1″ O |
| Goleniów-Północ          | S3       | S6       |              | Autobahndreieck                                   | Trompete                                        |        | 53° 35′ 17,3″ N, 014° 49′ 11,4″ O |
| Kępno                    | S8       | S11      |              | Autobahnkreuz                                     | Kleeblatt                                       |        | 51° 18′ 56,5″ N, 018° 00′ 34,3″ O |
| Kielce-Zachód            | S7       | S74      | DK74         | Autobahnkreuz                                     | Kleeblatt + Turbine + Trompete                  |        | 50° 54′ 25,7″ N, 020° 34′ 22,4″ O |
| Kozenin                  | S74      | S12      |              | Autobahndreieck                                   |                                                 |        |                                   |
| Kraków-Mistrzejowice     | S7       | S52      |              | Autobahndreieck                                   | Dreieck                                         |        | 50° 05′ 59,7″ N, 020° 01′ 52,8″ O |
| Kurów-Zachód             | S12      | S17      |              | Autobahndreieck                                   | Trompete                                        |        | 51° 26′ 08,8″ N, 022° 07′ 26,4″ O |
| Lublin-Rudnik            | +        | S19      | /            | Autobahnkreuz                                     | Kleeblatt + Trompete                            |        | 51° 18′ 07,8″ N, 022° 35′ 13,6″ O |
| Lublin-Sławinek          | +        | S19      | DW874        | Autobahnkreuz                                     | Kleeblatt + Trompete                            |        | 51° 17′ 03,5″ N, 022° 27′ 08,0″ O |
| Olsztyn-Południe         | S16      | S51      | /            | Autobahnkreuz                                     | Kleeblatt                                       |        | 53° 43′ 02,2″ N, 020° 25′ 51,5″ O |
| Olsztynek-Zachód         | S7       | S51      |              | Autobahndreieck                                   | Dreieck                                         |        | 53° 34′ 56,0″ N, 020° 15′ 10,0″ O |
| Opacz                    | S2       | S8       | /            | Autobahnkreuz                                     | Gabelung + Kleeblatt + Turbine + Geteilte Raute |        | 52° 10′ 23,7″ N, 020° 54′ 44,0″ O |
| Ostróda-Południe         | S7       | S5       | DK16         | Autobahnkreuz                                     | Kleeblatt                                       |        | 53° 41′ 04,6″ N, 020° 00′ 29,4″ O |
| Ostrów Mazowiecka-Północ | S8       | S61      | DW627        | Autobahnkreuz                                     | Kleeblatt mit direkter Rampe                    |        | 52° 49′ 13,6″ N, 021° 55′ 06,9″ O |
| Piaski-Wschód            | S12      | S17      | DK17         | Autobahnanschlussstelle (Autobahndreieck geplant) | Kreisverkehr (Dreieck geplant)                  |        | 51° 08′ 47,1″ N, 022° 51′ 26,7″ O |
| Piła-Północ              | S10      | S11      | DK11         | Autobahndreieck                                   | Dreieck                                         |        | 53° 11′ 11,4″ N, 016° 45′ 51,4″ O |
| Piła-Wschód              | S10      | S11      |              |                                                   |                                                 |        |                                   |
| Radom-Młodocin           | S7       | S12      | DW627        | Autobahnkreuz                                     | Kleeblatt                                       |        |                                   |
| Róża                     | S8       | S14      |              | Autobahndreieck                                   | Trompete                                        |        | 51° 35′ 58,3″ N, 019° 16′ 29,0″ O |
| Warszawa-Południe        | S2       | S7       | S79          | Autobahnkreuz                                     | Kleeblatt + Turbine                             |        | 52° 08′ 20,1″ N, 020° 59′ 19,3″ O |
| Warszawa-Północ          | S8       | S7       | Trasa N-S    | Autobahnkreuz                                     | Kleeblatt + Turbine                             |        | 52° 14′ 54,5″ N, 020° 55′ 52,0″ O |
| Zapacz                   | S19      | S74      |              | Autobahndreieck                                   |                                                 |        |                                   |
| Ząbki-Drewnica           | S8       | S17      |              | Autobahndreieck                                   | Dreieck                                         |        | 52° 18′ 36,9″ N, 021° 07′ 09,5″ O |

|  | in Bau     |
|  | in Planung |